# Starwood Hotels and Resorts Worldwide
Starwood Hotels and Resorts Worldwide ([ˈstɑːwud (h)ouˈtelz ænd rɪˈzɔːts ˈwəːldwaɪd], Отели и курорты Старвуд) — американская компания, владеющая 11 сетями отелей и курортных комплексов. Включает 1300 отелей в 100 странах мира, общая вместимость — около 370 тысяч комнат. В апреле 2016 года достигнуто соглашение о поглощении Starwood компанией Marriott International.

## История
В августе 1991 года семья Картера Бёрдена (члена городского совета Нью-Йорка) и семья Зифф (в основном известная издательским бизнесом) основали инвестиционную компанию, её руководителем был назначен Барри Стернлихт. Компания была названа Starwood Capital Group по названию района Старвуд в городе Аспен (Колорадо), где у семьи Зифф был свой дом. Вскоре к ним присоединилась семья Прицкер (англ. Pritzker family). Starwood Capital Group занялась покупкой недвижимости в таких городах как Сан-Антонио, Техас-сити и Колорадо-Спрингс. За полтора года Стернлихту удалось утроить первоначальный капитал в $60 млн. В 1993 году компания переключилась с апартаментов на отели, продав недвижимость чикагскому магнату Сэму Зеллу (англ. Sam Zell). За 1980-е годы отельный рынок стал перенасыщенным, и в 1990-е цена на отели значительно снизилась. В 1994 году была куплена часть сети Westin Hotel Co., включавшая 80 отелей в 19 странах (сеть полностью вошла в состав Starwood в 1998 году). Стоимость сделки составила около $540 млн и была заключена при участии Goldman, Sachs & Company. В этом же году была куплена ещё одна компания, Hotel Investors Trust, всего за 5 млн долларов, поскольку она находилась на грани банкротства. Эта компания включала в себя 30 отелей и казино, от неё Starwood унаследовал листинг на Нью-Йоркской фондовой бирже под тикером «HOT», а также регистрацию в штате Мэриленд от 1980 года. В 1995 году на покупку ещё 30 отелей было потрачено $840 млн. В этом же году была образована компания Starwood Hotels and Resorts Worldwide в составе холдинга Starwood Capital Group.
В 1960―70-х годах корпорация ITT была одним из крупнейших конгломератов США, включавшим (с 1968 года) сеть отелей Sheraton. К середине 1990-х корпорация пришла в упадок, значительная часть активов была распродана. В 1997 году между Hilton и Starwood развернулась борьба за возможность приобрести сеть Sheraton. Аргументы Starwood оказались сильней, и, заплатив за Sheraton $10,2 млрд, компания стала крупнейшим в мире оператором отельного бизнеса. Сумма сделки вдвое превышала рыночную стоимость акций ITT, также была вдвое больше и стоимости всей компании Starwood. В 2000 году акции Starwood Hotels and Resorts Worldwide вошли в состав индекса S&P 500.
В 1999 году за $3 млрд было продано подразделение казино компании Park Place Entertainment. В сеть Sheraton входила группа из девяти элитных отелей Ciga Group (Compagnia Italiana Grandi Alberghi), в 2002 году 4 из них были проданы. Также в 1999 году была куплена компания Vistana, Inc., позже переименованная в подразделение Starwood Vacation Ownership, и была основана программа лояльности клиентов Starwood Preferred Guest.
В 1998 году Starwood и немецкая компания Schörhuber Corporate Group основали совместную сеть Arabella Starwood Hotels & Resorts, состоящую из 43 отелей в Германии, Австрии и Швейцарии, а также одного в Испании и одного в ЮАР. В 2010 году совместное предприятие было ликвидировано по инициативе немецкой стороны.
За 2015 год компания пополнилась 220 новыми отелями. В конце года начались переговоры о покупке Starwood другой компанией этой же отрасли — Marriott International. Вскоре появился другой претендент на покупку, китайская холдинговая компания Anbang Insurance Group, однако в апреле 2016 года она отозвала своё предложение, собрания акционеров Starwood и Marriott поддержали соглашение о покупке. Сделка была завершена в октябре 2016 года.

## Сети в составе компании
Starwood Hotels and Resorts Worldwide объединяет около 1300 отелей и курортных комплексов, однако лишь 32 них находятся в её собственности или арендованы, остальные относятся к компании на правах франчайзинга (642 отеля) или находятся под управлением (608). Некоторые сети отелей, составляющие компанию, были куплены, другие созданы компанией. В 2005 году в собственности компании было 119 отелей, в 2010 — 65.
| unframed | Sheraton — самая крупная из сетей компании, включает 446 отелей (на 156 400 комнат) в 75 странах. Они относятся к классу люкс и к средней ценовой категории. Сеть была основана в 1937 году, в 1968 году была куплена ITT Corporation, в 1995 году была выделена корпорацией в отдельную компанию, которая в 1998 году была поглощена Starwood Hotels and Resorts Worldwide. 11 отелей этой сети находятся в собственности Starwood. |
|          | Основу этой сети составляют дворцы-отели, входившие в Ciga Group, позже к ним были добавлены другие отели (как правило, переделанные из исторических особняков), также класса люкс. Включает 99 отелей на 18 900 комнат. |
|          | Название этому бренду дал нью-йоркский The St. Regis Hotel, построенный в 1904 году на Манхэттене; в 1966 году он вошёл в состав Sheraton, в 1985—1991 годах был отреставрирован и стал флагманом сети отелей класса люкс, включающей 36 отелей на 8100 комнат. |
|          | Four Points by Sheraton — сеть недорогих отелей, ранее носивших название Sheraton Inn в составе сети Sheraton. 210 отелей на 36 800 комнат. |
|          | Первая крупная сеть, вошедшая в состав компании. Была основана в 1930 году и находилась в частном владении до 1970 года, когда была куплена подразделением авиакомпании United Airlines. В 1988 году была куплена японской строительной корпорацией Aoki, однако уже через 6 лет та была вынуждена продать Westin из-за финансовых трудностей. Процесс поглощения компанией Starwood начался в 1994 году, был завершён в 1998 году. На 2015 год представлена 209 отелями класса люкс и средней ценовой категорией общей вместимостью 78 300 комнат. |
|          | История сети W Hotels началась в 1998 году модернизацией отеля Doral Inn в Нью-Йорке, позже под этим названием начали строиться новые отели. Все отели этого бренда относятся к классу люкс. 46 отелей на 13 000 комнат. |
|          | Сеть Le Meridien была основана авиакомпанией Air France в 1972 году, с 1994 года несколько раз меняла владельца, в 2005 году оказалась в собственности Starwood. Представлена 103 отелями на 27 000 комнат класса люкс в 40 странах мира. |
|          | Первый отель под этим брендом открылся в 2008 году, к 2015 году их уже было 104 на 17 400 комнат. Средней ценовой категории. |
|          | Эта сеть также была основана в 2008 году. Основной акцент делается на экологичность отелей этого бренда. 20 отелей на 3000 комнат. |
|          | Сеть основана в апреле 2015 года и объединяет группу из 6 независимых 4-звёздочных отелей на 2900 комнат. Группа из 300 отелей (на 23 тысячи номеров) со штаб-квартирой в Берлине. С 2011 года Starwood является основным акционером (74 %) группы Design Hotels. |

## Подразделения
Компания состоит из четырёх подразделений:
- Северная и Южная Америка — оборот в 2015 году составил $1,472 млрд, 719 отелей, из них 622 — в Северной Америке;
- Европа, Африка и Ближний Восток — оборот составил $475 млн, 261 отель, из них 174 — в Европе, 7 — в России;
- Азиатско-Тихоокеанский регион — оборот составил $287 млн, 317 отелей, из них 159 — в Китае;
- недвижимость и курортные комплексы — оборот составил $681 млн, 15 объектов[3].

По результатам 2014 года выручка от собственных и арендованных отелей составила $1,5 млрд, плата за франчайзинг и управление принесла компании около $1 млрд, другие услуги отелям в системе франчайзинга принесли $2,7 млрд.
| Год            | 2001  | 2002  | 2003  | 2004  | 2005  | 2006  | 2007  | 2008  | 2009   | 2010  | 2011  | 2012  | 2013  | 2014  | 2015  |
| -------------- | ----- | ----- | ----- | ----- | ----- | ----- | ----- | ----- | ------ | ----- | ----- | ----- | ----- | ----- | ----- |
| Оборот         | 4,633 | 4,588 | 4,63  | 5,368 | 5,977 | 5,84  | 5,999 | 5,754 | 4,696  | 5,071 | 5,624 | 6,321 | 6,115 | 5,983 | 5,763 |
| Чистая прибыль | 0,147 | 0,251 | 0,105 | 0,369 | 0,423 | 1,105 | 0,532 | 0,249 | -0,001 | 0,31  | 0,502 | 0,47  | 0,565 | 0,643 | 0,489 |
| Активы         | 12,42 | 12,19 | 11,86 | 12,3  | 12,45 | 9,28  | 9,622 | 9,703 | 8,761  | 9,776 | 9,56  | 8,855 | 8,762 | 8,659 | 8,268 |

## Собственники и руководство
- Брюс Данкан (Bruce W. Duncan) — председатель правления с 2007 года. Родился в 1952 году, окончил колледж Кеньона Kenyon College и Чикагский университет[15]. В составе совета директоров с 1999 года. Параллельно возглавляет First Industrial Realty Trust, Inc[2][16].
- Томас Мангас (Thomas B. Mangas) — главный исполнительный директор с начала 2016 года. До этого возглавлял одно из подразделений компании Armstrong World Industries, ранее проработал 20 лет в компании Procter & Gamble[2].
- Барри Стернлихт (англ. Barry Sternlicht) — был основателем и главным исполнительным директором Starwood Hotels and Resorts Worldwide с 1995 года (когда эта компания отделилась от Starwood Capital Group) по 2005 год. Родился 26 ноября 1960 года в Нью-Йорке, окончил Брауновский университет и школу бизнеса при Гарвардском университете. Затем работал в JMB Realty консультантом по заключению сделок. В 1989 году участвовал в покупке крупного портфолио недвижимости в Лондоне, вскоре после заключения сделки британский рынок недвижимости обвалился; Стернлихта уволили[8]. После этого началось его сотрудничество с семьёй Зифф, в 1991 году он основал Starwood Capital Group, с тех пор возглавлял различные составляющие эту группу компании (и продолжает возглавлять Starwood Property Trust Inc.). Член совета директоров Estée Lauder Companies и Robin Hood Foundation, попечитель Брауновского университета[17][6].